# 天主教金边宗座代牧区
天主教金邊宗座代牧區（拉丁語：Apostolicus Vicariatus de Phnom-Penh），是羅馬天主教會以柬埔寨首都金邊為中心的一個宗座代牧區。範圍包括金邊、西哈努克市、白馬市、戈公省、干丹省、貢布省、茶膠省和磅士卑省。宗座代牧為埃米爾·德東布。2010年，有13,283名教友，估轄區總人口0.3%。有6個堂區、72名司鐸、70名修士、75名修女。
1850年8月30日設柬埔寨代牧區，1924年改稱金邊代牧區。1870至1955年並轄湄公河三角洲。1955年9月20日起轄柬埔寨全境。1968年兩個監牧區分出。紅色高棉時期，宗教活動被禁止，直至1990年代才恢復。